# Płoszczycowie
Płoszczycowie – zarastająca polana na południowych stokach Śnieżnicy w Beskidzie Wyspowym. Prowadzi przez nią niebieski szlak turystyczny z Przełęczy Gruszowiec do Kasiny Wielkiej przez szczyt Śnieżnicy. Polana położona jest na wysokości około 866–918 m n.p.m. Na mapie Geoportalu nie ma nazwy, natomiast część lasu ponad nią nosi nazwę Jastrzębiec. Polana znajduje się w obrębie wsi Gruszowiec w województwie małopolskim, w powiecie limanowskim, w gminie Dobra.
Polany są wytworem ludzi. Powstawały przez cyrhlenie lub wyrąb lasu i dawniej odgrywały ważną rolę w życiu mieszkańców. Wypasali na nich bydło, niektóre były koszone, a siano zwożone do wsi. Niegdyś na Śnieżnicy było wiele polan. Widokami z nich zachwycał się Jan Rostworowski. Po drugiej wojnie światowej coraz bardziej traciły na znaczeniu. Użytkowanie wyżej położonych polan stało się nieopłacalne ekonomicznie. Niektóre celowo zalesiono, inne pozostawione swojemu losowi samorzutnie zarastają lasem. Te miejsca, na których były polany obecnie porasta las świerkowy. Tu, gdzie jest las bukowy, nigdy nie było polan.
Istnieje jeszcze polana Płoszczyca na wschodnim grzbiecie Śnieżnicy.